# 허용 (작가)
허용(許龍, 1980년 3월 8일 ~ )은 대한민국의 작가이다. 무자본 창업 및 독학으로 11개 분야 개별전공하는 등 삶의 일대기를 소개한 《인디로살다》(2011)의 저자이며, 주호민의 그림이 들어간 《한국사 시리즈》의 글을 집필하였다.